# Prebud
Prebud, Prebąd (gr. Περβοῦνδος Perbundos) – wódz słowiańskiego plemienia Rynchynów panujący w 2. połowie VII wieku.
Wspomniany jest w utworze hagiograficznym Miracula Sancti Demetrii, gdzie tytułowany jest „królem” (rex). Stał na czele wielkiej koalicji czterech plemion sklawińskich: Rynchynów, Strumińców, Draguwitów i Sagudatów, zawiązanej w celu opanowania Tesaloniki. Zgodnie z relacją źródłową był znaczną osobistością: znał język grecki, nosił się jak bizantyjski arystokrata i utrzymywał bliskie relacje z wpływowymi osobami na dworze w Konstantynopolu.
Podczas jednego ze swoich pobytów w Tesalonice Prebud został aresztowany przez uprzedzonego o planowanym najeździe bizantyjskiego prefekta i odesłany w kajdanach do Konstantynopola. Tam, po nieudanej próbie ucieczki, przyznał się w śledztwie do winy i został stracony. W odwecie za jego śmierć Słowianie najechali na ziemie cesarstwa i przez dwa lata oblegali Tesalonikę.
Chronologia opisanych w Miracula Sancti Demetrii wydarzeń jest sporna. Aleksandyr Burmow datował je na ok. 640, Paul Lemerle na ok. 660 rok, zaś Franjo Barišić na ok. 675 rok.